# Journey to Atlantis
Journey to Atlantis is deels een waterachtbaan en deels een dark water ride in de attractieparken SeaWorld Orlando, SeaWorld San Diego en SeaWorld San Antonio.
In 1998 opende Journey to Atlantis in SeaWorld Orlando als eerste achtbaan in het park. De baan werd gebouwd door de Duitse attractiebouwer MACK Rides. Buiten de attractie bevat het grote gebouw ook nog een winkel en diverse aquaria onder de naam Jewels of the Sea.

## Ritverloop in SeaWorld Orlando
Elk karretje, dat tevens een bootje is, kan acht passagiers vervoeren en maakt voor de veiligheid gebruik van schootbeugels.
Journey to Atlantis begint met een darkridegedeelte waar in verschillende scènes Atlantis uitgebeeld wordt. Na een korte introductie in de onderwaterwereld loeit een sirene en wordt de boot omhooggetrokken uit de onderzeese tempel. Na een bocht bovenaan is er nog een tweede optakeling, die het bootje tot op maximale hoogte trekt. Na deze komt de grote afdaling vanuit de top van het gebouw, gevolgd door een grote splash. Na een korte bootvaart is er een kleine optakeling en een kleine afdaling, die er vooral ligt om praktische redenen, gevolgd door weer een grote optakeling. Bovenaan zijn er opnieuw enkele taferelen te bekijken, maar nadat men op een kleine helling wordt getrokken, belandt men op achtbaanrails. Een korte rit, en men komt weer uit in een grote splash. Hierna keert men terug naar het station. Minimale lengte is 1.07 m.